# Szeligi (województwo świętokrzyskie)
Szeligi – wieś w Polsce, położona w województwie świętokrzyskim, w powiecie starachowickim, w gminie Pawłów.
W latach 1975–1998 miejscowość położona była w województwie kieleckim.
W okolicach wsi, rzeka Pokrzywianka wpada do rzeki Świśliny.
Wierni Kościoła rzymskokatolickiego należą do parafii św. Maksymiliana Kolbe w Kałkowie-Godowie.

## Części wsi
| SIMC    | Nazwa         | Rodzaj    |
| ------- | ------------- | --------- |
| 0260907 | Broniewice    | część wsi |
| 0260913 | Jamy          | część wsi |
| 0260920 | Szeligi Dolne | część wsi |
| 0260936 | Szeligi Górne | część wsi |

- Broniewice i Jamy – dziś części wsi Szeligi posiadają udokumentowaną historię osadzoną w wieku XIV, związaną po części z klasztorem łysogórskim.

## Historia
W roku 1360 wieś występuje w opisie przebiegu granic Prawęcina. Była to także rodowa wieś Szeliskich którzy płacili tu pobór w wieku XVI. W roku 1578 wieś Szeligi wymieniono w składzie parafii Waśniów.
W wieku XIX opisano Szeligi jako wieś i folwark w powiecie opatowskim, gminie i parafii Waśniów, położone nad rzeką Pokrzywianką, która  uchodzi tu do Świśliny. Około roku 1890 było tu 15 domów i 121 mieszkańców. 
Według spisu miast, wsi, osad Królestwa Polskiego z  1827 roku  było 18 domów i  158 mieszkańców. Folwark Szeligi posiadał w roku 1870 rozległość 420 mórg.

## Osoby związane z Szeligami
Najbardziej znanym mieszkańcem Szelig był urodzony około 1320 roku późniejszy arcybiskup gnieźnieński Bodzanta. Zasłynął między innymi tym, że 15 października 1384 roku koronował Jadwigę na królową Polski oraz tym, że 15 lutego 1386 r. ochrzcił Władysława Jagiełłę. Zmarł 26 grudnia 1388 roku w Chełmie.